# باول شرايبر
باول شرايبر (بالإنجليزية: Paul Schreiber)‏ هو لاعب كرة قاعدة أمريكي، ولد في 8 أكتوبر 1902 في جاكسونفيل في الولايات المتحدة، وتوفي في 28 يناير 1982 في ساراسوتا في الولايات المتحدة.

## وصلات خارجية
- باول شرايبر على موقعبيزبول رفرنس.كوم (الدوري الرئيسي) (الإنجليزية)
- باول شرايبر على موقعبيزبول رفرنس.كوم (الدوري الثانوي) (الإنجليزية)